# La Taha
La Taha è un comune spagnolo di 781 abitanti situato nella comunità autonoma dell'Andalusia.